# Mathieu Kérékou

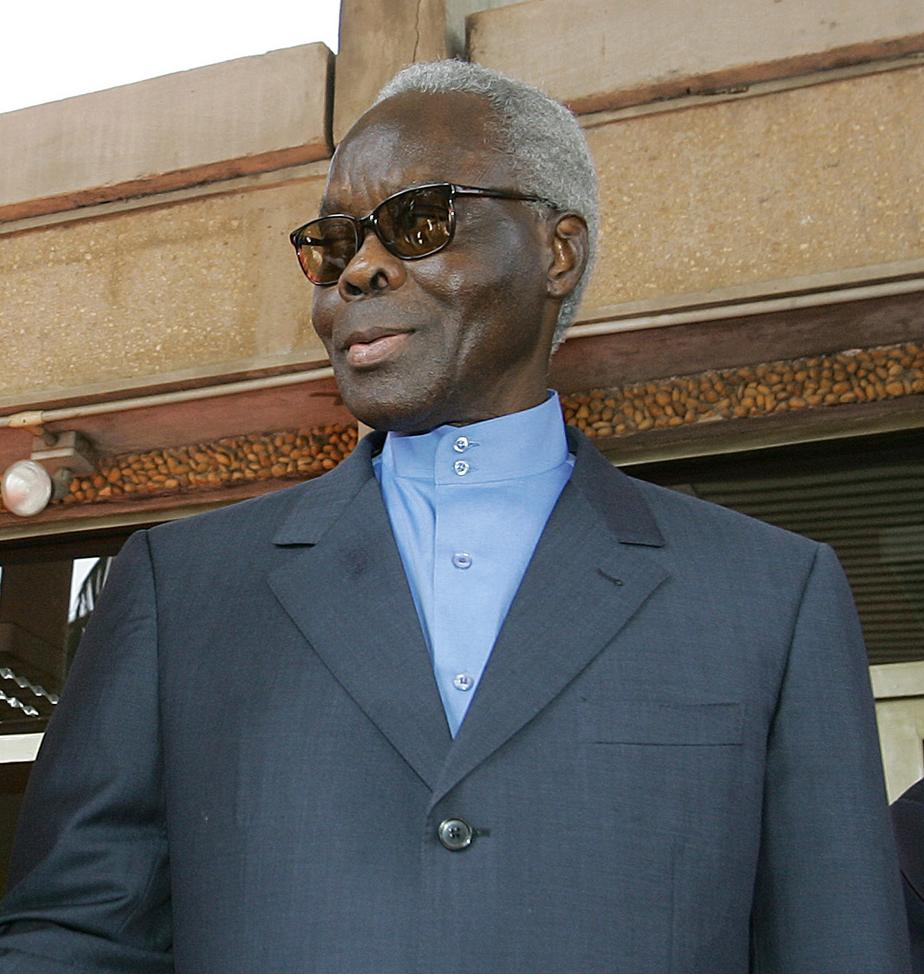
Mathieu Kérékou (2006)

(Ahmed) Mathieu Kérékou [maˈtjø keʀeˈku] (* 2. September 1933 in Kouarfa; † 14. Oktober 2015 in Cotonou) war zwischen 1972 und 1991 Staatschef der Volksrepublik Benin sowie zwischen 1996 und 2006 Präsident der Republik Benin.

## Leben

### Soldat
Kérékou stammte aus dem Norden des seinerzeit französischen Dahomey. Er trat in die französische Armee ein und besuchte Militärschulen in Senegal und im späteren Mali. 1961 wechselte er in die Armee des seit 1960 unabhängigen Dahomey und wurde Adjutant von Hubert Maga. Im Dezember 1967 beteiligte er sich am Putsch junger Offiziere unter Führung von Maurice Kouandété gegen General Christophe Soglo. 1968 bis 1970 besuchte er eine Militärakademie in Frankreich und wurde später stellvertretender Stabschef der Armee.

### Präsident 1972 bis 1991
Am 26. Oktober 1972 unternahm Major Kérékou einen Putsch gegen den Präsidenten Justin Ahomadégbé. Ahomadégbé und die beiden anderen Mitglieder des Präsidialrates, neben Maga auch Ex-Präsident Sourou-Migan Apithy, wurden bis 1981 inhaftiert.
Kérékou ernannte sich selbst zum Präsidenten und regierte das Land mit einer marxistisch-leninistischen Ausrichtung. Im Benin sollte das Afrikanische Kuba entstehen. 1974 wurde er zusätzlich Vorsitzender des neu gebildeten Politbüros. Ihm gelang es, im Land die seit der Unabhängigkeit des Landes weitgehend zusammengebrochene zivile Ordnung wiederherzustellen. In seine Amtszeit fiel auch die Umbenennung des Landes von Dahomey zu Benin im Dezember 1975. Als Einheitspartei gründete er die Parti de la révolution populaire du Bénin.
Am 16. Januar 1977 scheiterte ein vom französischen Söldner Bob Denard gegen ihn angeführter Putschversuch. Hatte Benin in den ersten zwölf Jahren neun Staatsoberhäupter mit teils sehr kurzen Amtszeiten und eine ganze Reihe von Staatsstreichen erlebt, regierte Kérékou mehr als 18 Jahre in Folge. 1979, 1984 und 1989 wurde er unter den Bedingungen eines Einparteienstaates wiedergewählt.
In den Jahren 1989 und 1990 erzwang die Bevölkerung angesichts wachsender Spannungen aufgrund der katastrophalen Wirtschaftslage eine Souveräne Nationalkonferenz aller relevanten gesellschaftlichen Gruppierungen unter Leitung des katholischen Erzbischofs von Cotonou, Isidore de Souza. Sie legte die Richtlinien eines demokratischen Neuanfangs fest, darunter die Aufgabe der marxistisch-leninistischen Doktrin, Einführung eines Mehrparteiensystems, die Begründung einer Präsidialdemokratie, die Zulassung politischer Parteien, die Achtung der Menschenrechte, Meinungsfreiheit, Versammlungsfreiheit und Pressefreiheit sowie die Einführung der Marktwirtschaft. Benin war damit das erste afrikanische Land, das nach dem Kalten Krieg einen friedlichen Übergang vom Marxismus-Leninismus zu einem demokratischen Mehrparteien-System vollzog. Hierzu trug auch zunehmender Druck internationaler Geldgeber bei. Dazu kam die Auflösung des Ostblocks, der Benin bislang unterstützt hatte.
Ein provisorischer Rat aus ehemaligen Präsidenten stellte Kérékou den ehemaligen Direktor der Weltbank Nicéphore Dieudonné Soglo als Premierminister zur Seite. Bei den Wahlen im März 1991 unterlag Kérékou mit rund 32 % der Stimmen Soglo, der ihn am 4. März 1991 als Präsident ablöste. Kérékou wurde Immunität für alle Handlungen während seiner Amtszeit zugesichert.

### Präsident 1996 bis 2006
Die folgenden Wahlen konnte Kérékou dann mit 52,49 % der Stimmen im zweiten Wahlgang gegen Nicéphore Dieudonné Soglo am 18. März 1996 für sich entscheiden. Bei den Wahlen 2001 wurde er nochmals in seinem Amt bestätigt. Dabei erreichte er im zweiten Wahlgang am 22. März 2001 84,06 %, wobei ein Teil der Opposition die Wahlen boykottierte. Im Gegensatz zu seiner Herrschaft von 1972 bis 1991 setzte er nun auf eine liberale Wirtschaftspolitik und pflegte gute Beziehungen zur westlichen Welt. Die Umstände seiner Wiederwahl 2001 waren im März 2005 Gegenstand eines Verfahrens in den USA. Die kalifornische Firma Titan Corporation akzeptierte eine Strafe von insgesamt 28,5 Millionen US-$, da sie den Wahlkampf Kérékous mit 2,1 Millionen US-$ unterstützt hatte, was nach amerikanischem Recht verboten ist.
Am 11. Juli 2005 erklärte er in einer Rede, dass er keine Verfassungsänderung anstrebe, um im März 2006 ein weiteres Mal kandidieren zu können. Die Verfassung bestimmt, dass ein Präsidentschaftskandidat nicht über 70 Jahre alt sein darf, und erlaubt maximal zwei Amtszeiten in Folge. Er wurde deshalb in den Wahlen vom März 2006 von Thomas Boni Yayi abgelöst.

### Privates
Im September 1980 konvertierte Kérékou nach einem Besuch in Libyen zum Islam und änderte seinen Namen von Mathieu in Ahmed. Im Laufe der Zeit kehrte er zu Mathieu zurück und wurde schließlich ein wiedergeborener Christ.